# Sveti Vid
Sveti Vid (česky Svatý Vít, 349 m n. m.) je hora v centrální části chorvatského ostrova Pag. Nachází se na území opčiny Pag v Zadarské župě. Leží ve výrazném hřebeni nad osadou Šimuni asi 5 km severozápadně od města Pag. Na vrcholu se nachází betonový geodetický sloup a zřícenina kaple sv. Víta. Sveti Vid je nejvyšší horou ostrova.

## Přístup
- Dubrava → Sveti Vid (0:45 h)
- Kolan → Sveti Vid (1:15 h)
- Šimuni → Sveti Vid (1:15 h)